# Навекмисаль Ханым-эфенди
Навекмиса́ль Ханы́м-эфе́нди (тур. Navekmisal Hanım Efendi; 1827/1828, Северный Кавказ — 5 августа 1854, Стамбул) — жена (икбал) османского султана Абдул-Меджида I.

## Имя
Турецкий мемуарист Харун Ачба в своей книге «Жёны султанов: 1839—1924» приводит два варианта имени — «Навек-и́ Виса́ль» (тур. Navek-i Visal) и «Навекмиса́ль» (тур. Navekmisal); он отмечает, что в официальных документах, хранящихся в османских архивах, она названа «Навек-и́ Виса́ль», однако в исторических работах она указана как «Навекмиса́ль». Историк Энтони Алдерсон в своём труде «Структура Османской династии», османский историк Сюрея Мехмед-бей в «Реестре Османов», турецкие историки Недждет Сакаоглу в книге «Султанши этого имущества» и Чагатай Улучай в своём труде «Жёны и дочери султанов» называют её «Навекмиса́ль» (тур. Navekmisal).

## Биография
Согласно данным Харуна Ачбы, Навекмисаль родилась в 1827 году на Северном Кавказе, тогда как Сюрея Мехмед-бей называет 1828 год её годом рождения. Ачба пишет, что родителями девушки были абазинский князь Рустем-бей Биберд и его жена Фатьма-ханым, дочь князя Батухана Кызылбека. Помимо Навекмисаль в семье была по меньшей мере ещё одна дочь — Сузидиляра-ханым (умерла в 1919), в поздние годы служившая в гареме Абдул-Хамида II.
В раннем возрасте Навекмисаль была отдана в султанский дворец под опеку тётки по матери Кешфираз-ханым, которая служила во дворце. Благодаря Кешфираз Навекмисаль получила хорошее образование и попала в поле зрения валиде Безмиалем-султан, а благодаря валиде — девушка стала женой султана Абдул-Меджида I в 1848 году. Ачба пишет, что Навекмисаль носила титул четвёртой икбал, однако Сакаоглу и Улучай отмечают, что в документах, касательно её смерти, она названа пятой икбал. Брак с султаном оставался бездетным.
Сюрея пишет, что Навекмисаль умерла в 1853/1854 году и была похоронена в одном из мавзолеев при Новой мечети без указания конкретного тюрбе. Алдерсон указывает годом смерти 1854 год.
Недждет Сакаоглу отмечает, что о Навекмисаль не сохранилось никаких сведений, кроме записи в архивах дворца-музея Топкапы, касающейся её смерти: «В понедельник тринадцатого числа месяца зуль-када 1270 года (5 августа 1854 года) в павильоне Шемси-паши в Ускюдаре скончалась и была похоронена в гробнице Новой мечети пятая икбал Навекмисаль Ханым-эфенди». Улучай подтверждает версию Сакаоглу и полагает, что причиной смерти Навекмисаль мог быть туберкулёз. Версию о туберкулёзе высказывает и Ачба: он пишет, что, вероятно, из-за болезни 24 февраля 1850 года Навекмисаль была переселена в летний павильон Шемси-паши, где и умерла 5 августа 1854 года. Местом захоронения Навекмисаль Ачба называет мавзолей Мурада V в Новой мечети.